# Pelikans Bučovice
Pelikans Bučovice je baseballový oddíl v rámci TJ Sport Bučovice. Tým mužů hraje od roku 2017 druhou nejvyšší českou soutěž, 1. ligu. Týmy mládeže se účastní soutěží v rámci regionu Jih, v roce 2020 v kategoriích U8 a U10. Po svém založení v roce 1982 hrál tým softball, baseballu se věnuje od roku 1990. Domácí hřiště klubu se nachází v areálu bučovické Základní školy 711.

## Výsledky týmu mužů
| Ročník | Soutěž                     | Umístění | Poznámka                  |
| ------ | -------------------------- | -------- | ------------------------- |
| 2020   | 1. liga                    |          |                           |
| 2019   | 1. liga                    | 7.       |                           |
| 2018   | 1. liga                    | 8.       |                           |
| 2017   | 1. liga                    | 5.       |                           |
| 2016   | Regionální přebor mužů Jih | 3.       | baráž a postup do 1. ligy |